# Phyllomya pictipennis
Phyllomya pictipennis är en tvåvingeart som beskrevs av Wulp 1891. Phyllomya pictipennis ingår i släktet Phyllomya och familjen parasitflugor. Inga underarter finns listade i Catalogue of Life.